# تادشي كويا
تادَشي كويا (باليابانية: 小屋 禎) (24 مايو 1970 في كاناغاوا في اليابان – )؛ هو لاعب كرة قدم ياباني سابق كان يلعب كمدافع.

## وصلات خارجية
- تادشي كويا على موقع رابطة كرة القدم اليابانية للمحترفين (اليابانية)
- تادشي كويا على موقع عالم كرة القدم.نت (الإنجليزية)